# Camilla Horn

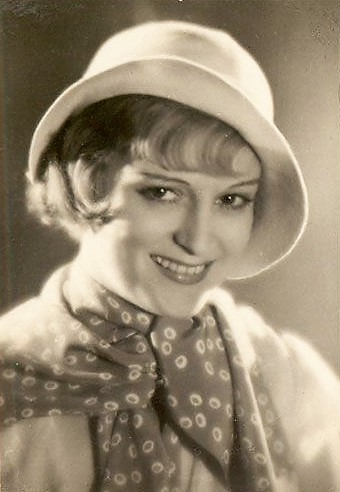
Camilla Horn.

Camilla Horn, född 25 april 1903 i Frankfurt am Main, Kejsardömet Tyskland, död 14 augusti 1996 i Gilching, Tyskland, var en tysk skådespelare. Horn slog igenom som skådespelare efter sin roll i 1926 års filmversion av Faust. Detta ledde till två filmroller i USA där hon hade John Barrymore som motspelare. Horn medverkade i ett 60-tal filmer och en handfull TV-produktioner.
Hon tilldelades priset Filmband in Gold 1974 för sin samlade karriär inom tysk film.

## Filmografi, urval
- 1926 – Faust
- 1928 – Den röda stormen
- 1929 – Edelweiss
- 1929 – En farlig gäst
- 1930 – Den gyllene masken
- 1933 – Lördagsmiljonären
- 1938 – Den röda orkidén
- 1952 – Cirkusblod